# Richard Harvey (Musiker)

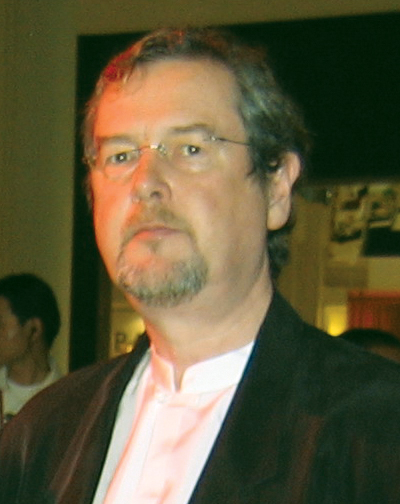
Richard Harvey (2007)

Richard Allen Harvey (* 25. September 1953 in London, England) ist ein britischer Komponist und Musiker.

## Leben
Richard Allen Harvey erlernte in seiner Kindheit Blockflöte, Schlaginstrumente und Klarinette. Nach seinem Studienabschluss am Royal College of Music spielte er auch Krummhorn und andere mittelalterliche Instrumente sowie Mandoline. Er entschied sich gegen ein Angebot des London Philharmonic Orchestra und war einer der Mitbegründer der Progressive-Rock-Gruppe Gryphon. Während dieser Zeit arbeitete er unter anderem mit den britischen Musikern Richard Thompson und Ashley Hutchings. Nach dem Ende der Band arbeitete er als Sessionmusiker, so für Kate Bush und Gerry Rafferty.
Über den französischen Komponist Maurice Jarre, mit dem er bereits Mitte der 1970er Jahre zusammenarbeitete, kam er zur Filmmusik. So debütierte er mit der Musik zu dem von Just Jaeckin inszenierten Liebesdrama Lady Chatterleys Liebhaber als Komponist für einen Langspielfilm.
2002 gründete er mit Tony Prior den Musikverlag West One Music Group.

## Filmografie

### Film
- 1981: Lady Chatterleys Liebhaber (Lady Chatterley’s Lover)
- 1983: Das Haus der langen Schatten (House of the Long Shadows)*
- 1985: Steaming
- 1985: Button – Im Sumpf der Atommafia (Defence of the Realm)
- 1985: Das dreckige Dutzend Teil 2 (The Dirty Dozen: Next Mission)
- 1986: Half Moon Street
- 1987: Mord aus Leidenschaft (Cause célèbre)
- 1990: Vorsicht Arzt (Paper Mask)
- 1992: Verlorene Jahre (Hostages)
- 1994: Doomsday Gun – Die Waffe des Satans (Doomsday Gun)
- 1999: Animal Farm
- 1999: Kampf der Kobolde – Die Legende einer verbotenen Liebe (The Magical Legend of the Leprechauns)
- 2000: Arabian Nights – Abenteuer aus 1001 Nacht (Arabian Nights)
- 2003: Luther
- 2003: Suche impotenten Mann fürs Leben
- 2005: Colditz – Flucht in die Freiheit (Colditz)
- 2005: Gestrandet im Paradies (Survival Island)
- 2005: Luther – Sein Leben, Weg und Erbe
- 2006: King Naresuan – Der Herrscher von Siam (ตำนานสมเด็จพระนเรศวรมหาราช)
- 2006: Tod eines Präsidenten (Death of a President)
- 2007: Eichmann
- 2007: Two Worlds – Zwischen den Welten (Les deux mondes)

- 2015: Le Petit Prince (mit Hans Zimmer und Camille)

### Serien
- 1981–1988: Die unglaublichen Geschichten von Roald Dahl (Tales of the Unexpected, 21 Folgen)
- 1983: Spionageschiff (Spyship, sechs Folgen)
- 1983–1984: Struggle (sechs Folgen)
- 1985: Cover Her Face (sechs Folgen)
- 1987: The Gemini Factor (fünf Folgen)
- 1988: A Taste for Death (sechs Folgen)
- 1988: Game, Set, and Match (13 Folgen)
- 1988: Rockliffe’s Folly (sieben Folgen)
- 1991: G.B.H. (sieben Folgen)
- 1993–1994: September Song (13 Folgen)
- 1995: Jake’s Progress (sechs Folgen)
- 1997: Melissa (fünf Folgen)